# Nor-Am Cup 1996
La Nor-Am Cup 1996 fu la 21ª edizione della manifestazione organizzata dalla Federazione Internazionale Sci.
La stagione maschile iniziò il 30 novembre 1995 a Breckenridge, negli Stati Uniti, e si concluse il 3 aprile 1996 a Mount Bachelor, ancora negli Stati Uniti; furono disputate 19 gare (3 discese libere, 4 supergiganti, 5 slalom giganti, 7 slalom speciali), in 9 diverse località. Lo statunitense Chris Puckett si aggiudicò sia la classifica generale, sia quella di slalom gigante; il canadese Kevin Wert vinse quella di discesa libera, lo statunitense Zachary Crist quella di supergigante e lo statunitense Chip Knight quella di slalom speciale. Lo statunitense Erik Schlopy era il detentore uscente della Coppa generale.
La stagione femminile iniziò il 27 novembre 1995 a Mont-Sainte-Anne, in Canada, e si concluse il 3 aprile 1996 a Mount Bachelor, negli Stati Uniti; furono disputate 21 gare (5 discese libere, 4 supergiganti, 5 slalom giganti, 7 slalom speciali), in 10 diverse località. La canadese Marie-Joëlle Clément si aggiudicò la classifica generale; la sua connazionale Catherine E. Lussier vinse quelle di discesa libera e di supergigante (quest'ultima a pari merito con la statunitense Ashley Davenport), la canadese Gillian McFetridge quella di slalom gigante e la statunitense Tasha Nelson quella di slalom speciale. La statunitense Kathleen Monahan era la detentrice uscente della Coppa generale.

## Uomini

### Risultati
| Data             | Località          | Nazione     | Spec. | Primo                | Secondo          | Terzo                    |
| ---------------- | ----------------- | ----------- | ----- | -------------------- | ---------------- | ------------------------ |
| 30 novembre 1995 | Breckenridge      | Stati Uniti | GS    | Thomas Grandi        | Mitja Kunc       | Jernej Koblar            |
| 1º dicembre 1995 | Winter Park       | Stati Uniti | SL    | Siegfried Voglreiter | Andrej Miklavc   | Stanley Hayer Mitja Kunc |
| 6 dicembre 1995  | Lake Louise       | Canada      | DH    | Kevin Wert           | Ehlias Louis     | Jason Rosener            |
| 7 dicembre 1995  | Lake Louise       | Canada      | DH    | Colin Bakker         | Kevin Wert       | Graydon Oldfield         |
| 9 dicembre 1995  | Lake Louise       | Canada      | SG    | Chad Mullen          | Zachary Crist    | Thomas Grandi            |
| 10 dicembre 1995 | Mount Snow        | Stati Uniti | SL    | Éric Villiard        | Matt Grosjean    | Stanley Hayer            |
| 11 dicembre 1995 | Stratton Mountain | Stati Uniti | GS    | Chris Puckett        | Ryan Oughtred    | Thedy Brändli            |
| 12 dicembre 1995 | Stratton Mountain | Stati Uniti | GS    | Chris Puckett        | Ryan Oughtred    | David Viele              |
| 13 dicembre 1995 | Mount Snow        | Stati Uniti | SL    | Matt Grosjean        | Casey Puckett    | Gabriel Thibault         |
| 12 febbraio 1996 | Crested Butte     | Stati Uniti | SG    | Chad Mullen          | Darin McBeath    | Graydon Oldfield         |
| 16 febbraio 1996 | Crested Butte     | Stati Uniti | DH    | Reggie Crist         | Kevin Wert       | Graydon Oldfield         |
| 20 febbraio 1996 | Breckenridge      | Stati Uniti | SG    | Michael Makar        | Reggie Crist     | Kevin Wert               |
| 7 marzo 1996     | Osler Bluff       | Canada      | SL    | Chip Knight          | Stanley Hayer    | Thomas Grandi            |
| 8 marzo 1996     | Osler Bluff       | Canada      | SL    | Thomas Grandi        | Gabriel Thibault | Chris Puckett            |
| 11 marzo 1996    | Mont-Sainte-Marie | Canada      | GS    | Chris Puckett        | Thomas Grandi    | Cary Mullen              |
| 12 marzo 1996    | Mont-Sainte-Marie | Canada      | SL    | Stanley Hayer        | Chip Knight      | Casey Puckett            |
| 30 marzo 1996    | Mount Bachelor    | Stati Uniti | SG    | Graydon Oldfield     | Zachary Crist    | Chris Puckett            |
| 2 aprile 1996    | Mount Bachelor    | Stati Uniti | GS    | Ryan Oughtred        | Zachary Crist    | Chris Puckett            |
| 3 aprile 1996    | Mount Bachelor    | Stati Uniti | SL    | Uroš Pavlovčič       | Chip Knight      | Martin Tichý             |

Legenda:

DH = discesa libera

SG = supergigante

GS = slalom gigante

SL = slalom speciale

### Classifiche

#### Generale
| Pos. | Nome          | Nazione     | Punti |
| ---- | ------------- | ----------- | ----- |
| 1    | Chris Puckett | Stati Uniti | 172   |
| 2    | Zachary Crist | Stati Uniti | 113   |
| 3    | Thomas Grandi | Canada      | 110   |
| 4    | Kevin Wert    | Canada      | 101   |
| 5    | Thedy Brändli | Canada      | 98    |
| 5    | Ryan Oughtred | Canada      | 98    |

#### Discesa libera
| Pos. | Nome             | Nazione     | Punti |
| ---- | ---------------- | ----------- | ----- |
| 1    | Kevin Wert       | Canada      | 65    |
| 2    | Ehlias Louis     | Stati Uniti | 40    |
| 3    | Graydon Oldfield | Canada      | 30    |
| 4    | Jason Rosener    | Stati Uniti | 27    |
| 5    | Colin Bakker     | Canada      | 25    |
| 5    | Reggie Crist     | Stati Uniti | 25    |

#### Supergigante
| Pos. | Nome             | Nazione     | Punti |
| ---- | ---------------- | ----------- | ----- |
| 1    | Zachary Crist    | Stati Uniti | 58    |
| 2    | Chad Mullen      | Canada      | 56    |
| 3    | Graydon Oldfield | Canada      | 53    |
| 4    | Kevin Wert       | Canada      | 36    |
| 5    | Reggie Crist     | Stati Uniti | 32    |

#### Slalom gigante
| Pos. | Nome          | Nazione     | Punti |
| ---- | ------------- | ----------- | ----- |
| 1    | Chris Puckett | Stati Uniti | 102   |
| 2    | Ryan Oughtred | Canada      | 68    |
| 3    | Zachary Crist | Stati Uniti | 45    |
| 3    | Thomas Grandi | Canada      | 45    |
| 5    | Casey Puckett | Stati Uniti | 35    |

#### Slalom speciale
| Pos. | Nome             | Nazione     | Punti |
| ---- | ---------------- | ----------- | ----- |
| 1    | Chip Knight      | Stati Uniti | 83    |
| 2    | Stanley Hayer    | Canada      | 75    |
| 3    | Gabriel Thibault | Canada      | 68    |
| 4    | Uroš Pavlovčič   | Slovenia    | 57    |
| 5    | Chris Puckett    | Stati Uniti | 55    |

## Donne

### Risultati
| Data             | Località          | Nazione     | Spec. | Prima                 | Seconda                    | Terza                |
| ---------------- | ----------------- | ----------- | ----- | --------------------- | -------------------------- | -------------------- |
| 27 novembre 1995 | Mont-Sainte-Anne  | Canada      | SL    | Marie-Joëlle Clément  | Tasha Nelson               | Kirsten Clark        |
| 28 novembre 1995 | Mont-Sainte-Anne  | Canada      | SL    | Tasha Nelson          | Marie-Joëlle Clément       | Brigit Repas         |
| 2 dicembre 1995  | Winter Park       | Stati Uniti | GS    | Emma Carrick-Anderson | Kumiko Kashiwagi           | Gillian McFetridge   |
| 3 dicembre 1995  | Winter Park       | Stati Uniti | SL    | Emma Carrick-Anderson | Kateřina Tichý             | Tasha Nelson         |
| 6 dicembre 1995  | Lake Louise       | Canada      | DH    | Kjersti Bjorn-Roli    | Catherine E. Lussier       | Kirsten Clark        |
| 7 dicembre 1995  | Lake Louise       | Canada      | DH    | Catherine E. Lussier  | Ashley Davenport           | Amber Guaraglia      |
| 9 dicembre 1995  | Lake Louise       | Canada      | SG    | Ashley Davenport      | Catherine E. Lussier       | Marie-Joëlle Clément |
| 15 dicembre 1995 | Big Mountain      | Stati Uniti | DH    | Kirsten Clark         | Tatum Skoglund             | Catherine E. Lussier |
| 16 dicembre 1995 | Big Mountain      | Stati Uniti | DH    | Catherine E. Lussier  | Kirsten Clark              | Amber Guaraglia      |
| 2 gennaio 1996   | Sugarloaf         | Stati Uniti | SG    | Catherine E. Lussier  | Amber Guaraglia            | Ashley Davenport     |
| 2 gennaio 1996   | Sugarloaf         | Stati Uniti | SG    | Amber Guaraglia       | Ashley Davenport           | Catherine E. Lussier |
| 4 gennaio 1996   | Attitash          | Stati Uniti | GS    | Kirsten Clark         | Shaina Mulkern             | Brittney Mahanna     |
| 5 gennaio 1996   | Attitash          | Stati Uniti | SL    | Tasha Nelson          | Marie-Joëlle Clément       | Ellie Levins         |
| 12 febbraio 1995 | Crested Butte     | Stati Uniti | SG    | Kristin Hartman       | Alison Powers              | Caroline Lalive      |
| 16 febbraio 1995 | Crested Butte     | Stati Uniti | DH    | Tiffany Hoversten     | Suzan Dole Caroline Lalive |                      |
| 11 marzo 1996    | Mont-Sainte-Marie | Canada      | SL    | Kateřina Tichý        | Marie-Joëlle Clément       | Mélanie Turgeon      |
| 12 marzo 1996    | Mont-Sainte-Marie | Canada      | GS    | Gillian McFetridge    | Geneviève Simard           | Simona Novara        |
| 29 marzo 1996    | Mission Ridge     | Stati Uniti | GS    | Edith Rozsa           | Marie-Joëlle Clément       | Tatum Skoglund       |
| 30 marzo 1996    | Mission Ridge     | Stati Uniti | SL    | Edith Rozsa           | Tasha Nelson               | Mélanie Turgeon      |
| 2 aprile 1996    | Mount Bachelor    | Stati Uniti | GS    | Edith Rozsa           | Marie-Joëlle Clément       | Carrie Sheinberg     |
| 3 aprile 1996    | Mount Bachelor    | Stati Uniti | SL    | Kateřina Tichý        | Carrie Sheinberg           | Alexandra Krebs      |

Legenda:

DH = discesa libera

SG = supergigante

GS = slalom gigante

SL = slalom speciale

### Classifiche

#### Generale
| Pos. | Nome                 | Nazione     | Punti |
| ---- | -------------------- | ----------- | ----- |
| 1    | Marie-Joëlle Clément | Canada      | 203   |
| 2    | Kirsten Clark        | Stati Uniti | 176   |
| 3    | Catherine E. Lussier | Canada      | 152   |
| 4    | Aimee Mulkern        | Stati Uniti | 111   |
| 5    | Ashley Davenport     | Stati Uniti | 108   |

#### Discesa libera
| Pos. | Nome                 | Nazione     | Punti |
| ---- | -------------------- | ----------- | ----- |
| 1    | Catherine E. Lussier | Canada      | 85    |
| 2    | Kirsten Clark        | Stati Uniti | 72    |
| 3    | Amber Guaraglia      | Stati Uniti | 39    |
| 4    | Marie-Joëlle Clément | Canada      | 33    |
| 5    | Ashley Davenport     | Stati Uniti | 31    |
| 5    | Tatum Skoglund       | Stati Uniti | 31    |

#### Supergigante
| Pos. | Nome                 | Nazione     | Punti |
| ---- | -------------------- | ----------- | ----- |
| 1    | Ashley Davenport     | Stati Uniti | 60    |
| 1    | Catherine E. Lussier | Canada      | 60    |
| 3    | Amber Guaraglia      | Stati Uniti | 45    |
| 4    | Megan Mullen         | Canada      | 27    |
| 5    | Marie-Joëlle Clément | Canada      | 24    |

#### Slalom gigante
| Pos. | Nome                 | Nazione     | Punti |
| ---- | -------------------- | ----------- | ----- |
| 1    | Gillian McFetridge   | Canada      | 59    |
| 2    | Marie-Joëlle Clément | Canada      | 50    |
| 2    | Edith Rozsa          | Canada      | 50    |
| 4    | Kirsten Clark        | Stati Uniti | 46    |
| 5    | Brittney Mahanna     | Stati Uniti | 38    |

#### Slalom speciale
| Pos. | Nome                 | Nazione     | Punti |
| ---- | -------------------- | ----------- | ----- |
| 1    | Tasha Nelson         | Stati Uniti | 105   |
| 2    | Marie-Joëlle Clément | Canada      | 96    |
| 3    | Kateřina Tichý       | Rep. Ceca   | 70    |
| 4    | Alexandra Krebs      | Stati Uniti | 53    |
| 5    | Aimee Mulkern        | Stati Uniti | 48    |